# Arg-é Bam
 (janvier 2021).
Si vous disposez d'ouvrages ou d'articles de référence ou si vous connaissez des sites web de qualité traitant du thème abordé ici, merci de compléter l'article en donnant les références utiles à sa vérifiabilité et en les liant à la section « Notes et références ».
L’Arg-é Bam (en persan : ارگ بم / Arg-e Bam, la « citadelle de Bam ») est le plus grand ensemble construit en adobe du monde, situé à Bam, une ville de la province de Kerman dans le sud-est de l'Iran. Il est inscrit sur la liste du patrimoine mondial de l’UNESCO depuis 2004.
Cette gigantesque ville-citadelle, située sur la célèbre route de la soie, est construite peu avant le Ve siècle av. J.-C. et restée en activité jusqu’en 1850. On ne connaît pas avec certitude la raison de son abandon.
Constituant une imposante ville fortifiée à l'aspect homogène dominée par la silhouette d'une citadelle établie en son sein au point le plus élevé, la ville dans son entièreté est qualifiée de citadelle de Bam.
Le 26 décembre 2003, la citadelle est presque complètement détruite par un tremblement de terre, en même temps qu’une grande partie du reste de Bam et de ses environs. Quelques jours après le séisme, le président iranien Mohammad Khatami déclare que la citadelle sera reconstruite.

## Architecture et organisation de la cité

### Dimensions
Plus vaste que la ville fortifiée voisine d'Arg-é Rayen, la citadelle de Bam occupe une superficie d'environ 180 000 m2. Le mur d'enceinte s'élève à six ou sept mètres sur un périmètre de 1 815 mètres.
Elle est hérissée de 67 tours de guet semblables, dont deux en particulier font la célébrité de Bam.

### Organisation
L'architecture de la ville-citadelle à proprement parler a été ingénieusement élaborée à partir de différents points de vue. À partir de l'analyse de la forme actuelle de la citadelle, on peut voir que les architectes avaient prévu la forme finale entière de la forteresse et de la ville dès les premières étapes de la conception[réf. nécessaire]. À chaque phase de développement du bâtiment, la partie déjà construite améliorait la forme de l'ensemble, et chaque nouvelle partie pouvait s'ajouter à la précédente sans discontinuer.
La citadelle est située dans le centre de la cité-forteresse, sur le point culminant d'où l'on surveillait une vaste étendue dégagée.
L'organisation de la ville de Bam correspond à l'articulation de deux secteurs distincts :
- le quartier des gouvernants, dans l'enceinte du mur interne, comprenant la citadelle, des casernes, un moulin, des maisons des quatre saisons, un puits d'eau (creusé dans la terre rocailleuse sur une quarantaine de mètres de profondeur) ;
- le secteur civil qui lui est périphérique, comprenant l'entrée principale de la cité-forteresse depuis laquelle s'étend le bazar suivant l'axe nord-sud), ainsi qu'environ 400 maisons avec les bâtiments publics associés (tels qu'une école et un terrain de sport).

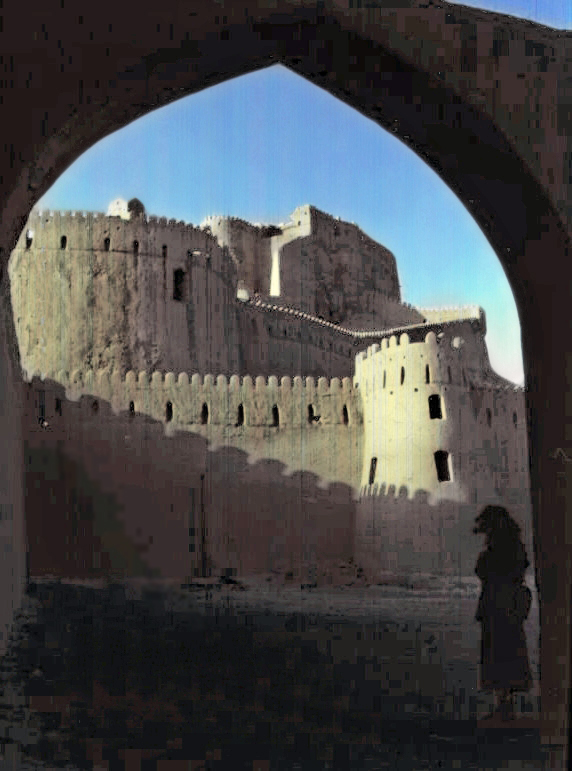
La citadelle de Bam en 1992.
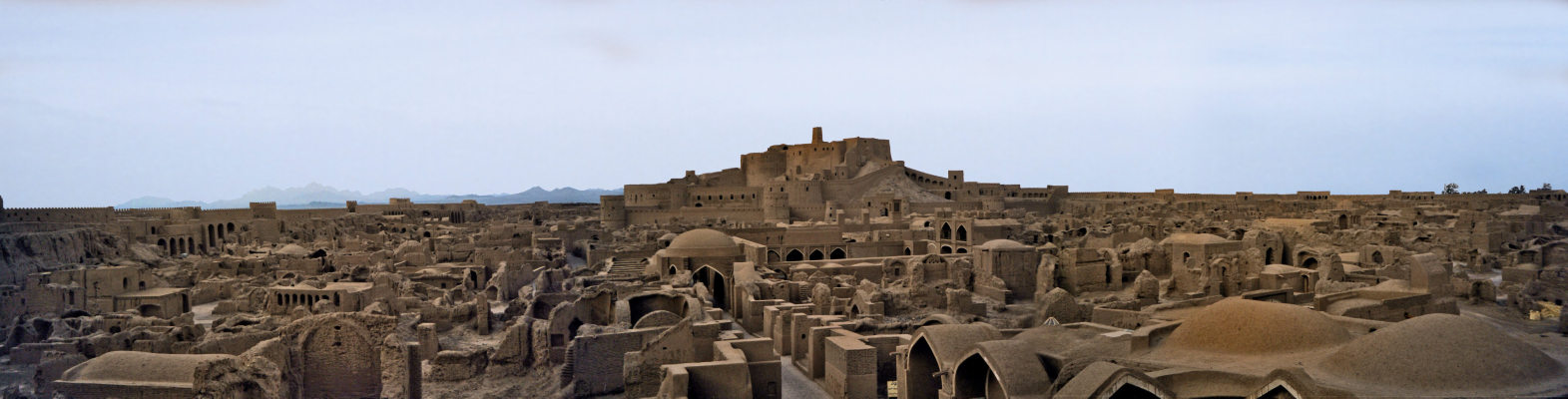
La cité de Bam en 2002.
La vieille ville de Bam en septembre 2003.

Parmi les maisons, trois types principaux sont identifiables :
- les petites maisons comprenant 2 à 3 pièces pour les familles pauvres ;
- les grandes maisons disposant de 3 à 4 pièces et parfois d'une véranda, pour les classes sociales moyennes ;
- les plus luxueuses, ayant une grande cour et une stalle attenante pour les animaux, dont les pièces sont orientées d'après les saisons de l'année. Ces maisons sont les plus rares.

Tous les bâtiments sont en briques d’argile crue, par exemple en adobe. La citadelle de Bam était probablement, avant le tremblement de terre de 2003, le plus grand ensemble urbain en adobe dans le monde.

### Sécurité
Quand la porte de la cité était close, aucun humain ou animal ne pouvait pénétrer dans la cité. Les habitants pouvaient continuer à vivre longtemps en autarcie, vu qu'ils disposaient d'eau, de jardins, de bétail et d'animaux domestiques à l'intérieur.
Lorsque la cité-forteresse était assiégée, les habitants restaient repliés dans la cité pendant que les soldats s'employaient à la défense.

### Ventilation naturelle
Outre les tours de guet et les parties ornementées hautes des murs à partir desquels s'étend au lointain le panorama urbain de la cité, les badgirs sont remarquables. Ces structures spéciales émergeant du volume des édifices sont créées pour capter et conduire le vent à l'intérieur des bâtiments. Dans certains cas, les flux d'air ainsi capturés rencontrent sur leur parcours la surface d'un bassin en eau, participant à rafraîchir le bâtiment et contrer la poussière sèche du désert.
Plusieurs types de badgirs sont utilisés selon les bâtiments. Par exemple, il existe des badgirs à quatre directions pour les bâtiments les plus grands et les plus importants, capables de capter les vents soufflant dans des directions variables selon le moment de la journée ou la saison ; il existe des badgirs unidirectionnels pour les petits bâtiments.

## Tourisme
À partir du milieu du XIXe siècle, le site fut abandonné pour des raisons inconnues. Avant le tremblement de terre du 26 décembre 2003, la citadelle constituait l'un des principaux lieux touristiques de la région, attirant un grand nombre de visiteurs iraniens et étrangers[évasif].
La citadelle a servi de décors aux extérieurs du film Le Désert des Tartares de Valerio Zurlini, sorti en 1976.

## Le séisme de 2003 et ses conséquences

### Le tremblement de terre

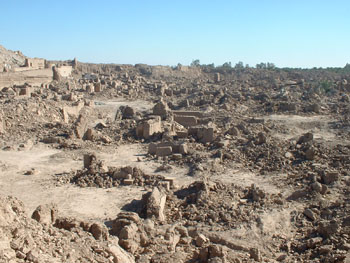
Après le séisme.

En 2003, le tremblement de terre de Bam détruit plus de 80 % de ce site appartenant au patrimoine de l'humanité.

### La reconstruction
Un plan de sauvetage de Bam s'élabore auquel de nombreux pays coopèrent. Le Japon, l'Italie et la France se joignent au projet dès le départ. Le Japon accorde 1 300 000 dollars US à l'Iran pour la reconstruction de la citadelle de Bam, fournit des équipements[évasif] et réalise une modélisation 3D utile aux travaux. L'Italie donne 300 000 dollars US et envoie une équipe d’experts pour restaurer la tour principale de Bam. La France contribue en établissant un relevé archéologique de la citadelle.
La Banque mondiale a également alloué une importante somme d'argent[évasif] au projet.

La citadelle en 2013-2016
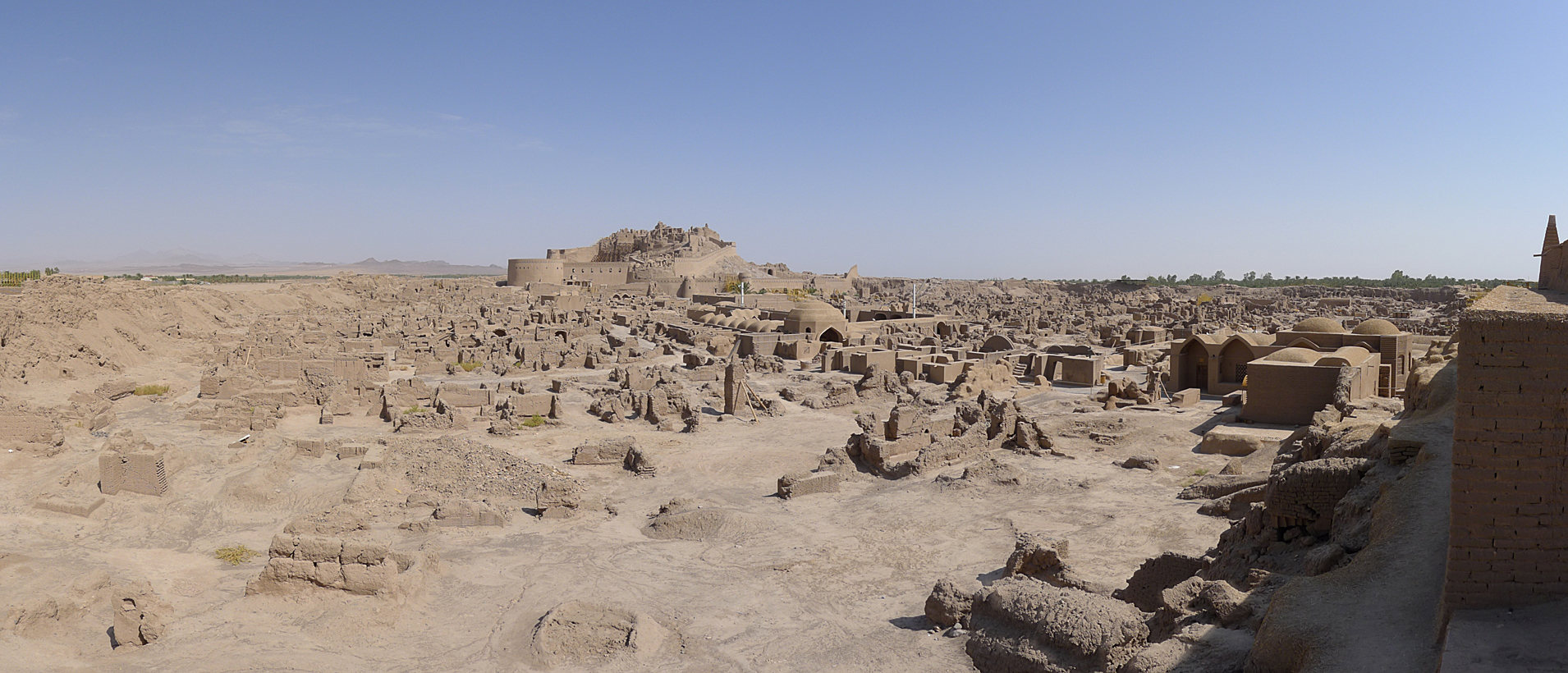
Citadelle de Bam, octobre 2013.
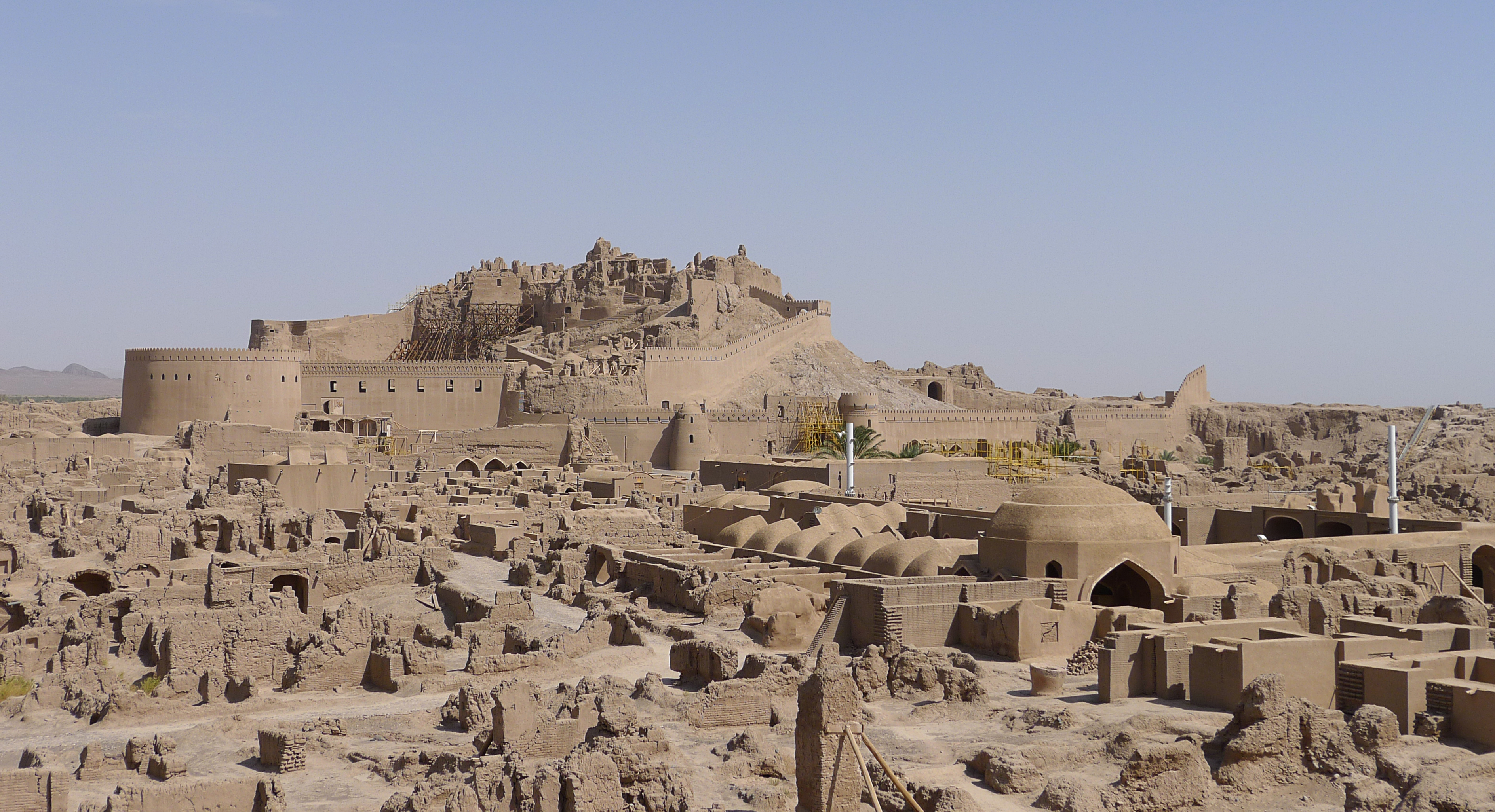
Octobre 2013.
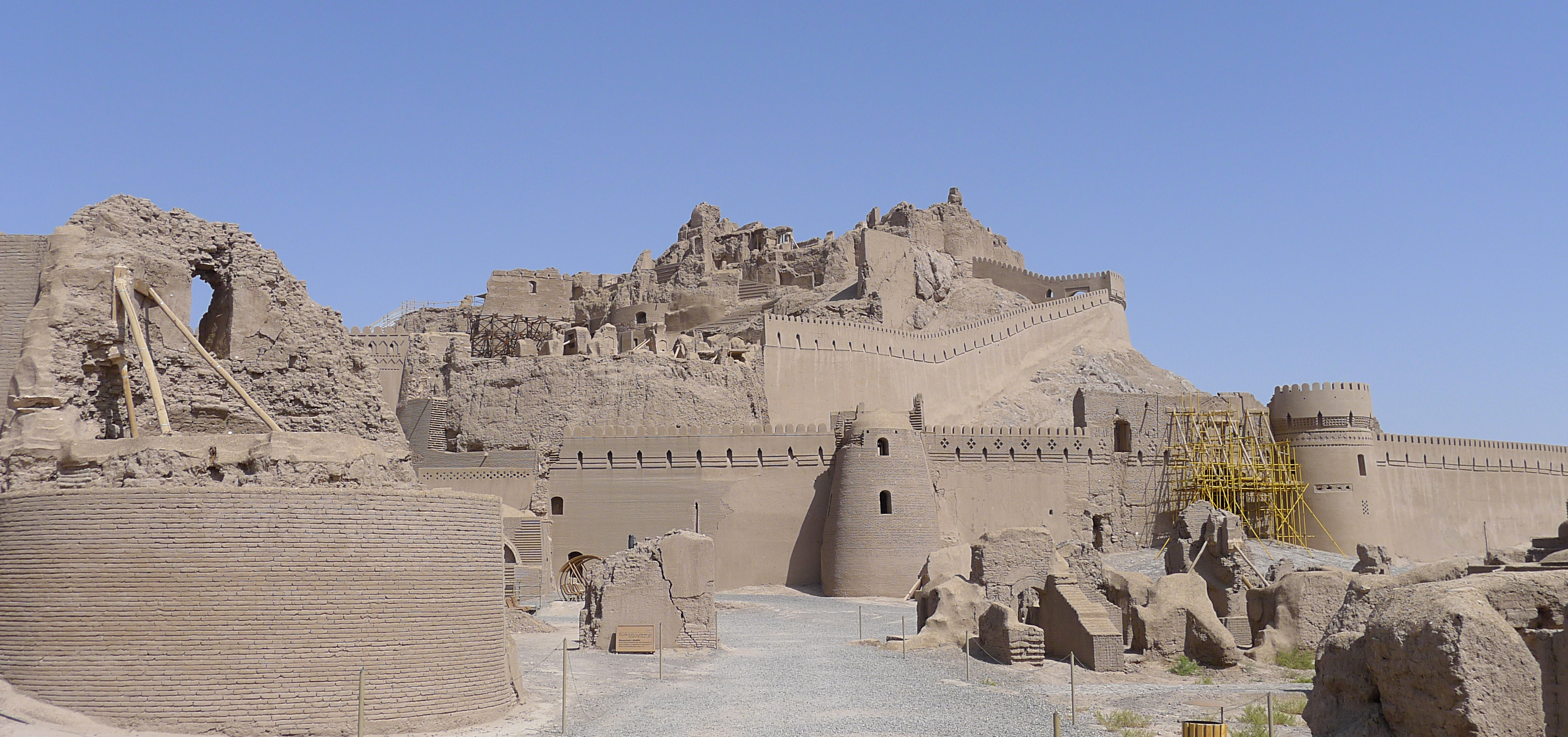
Octobre 2013.
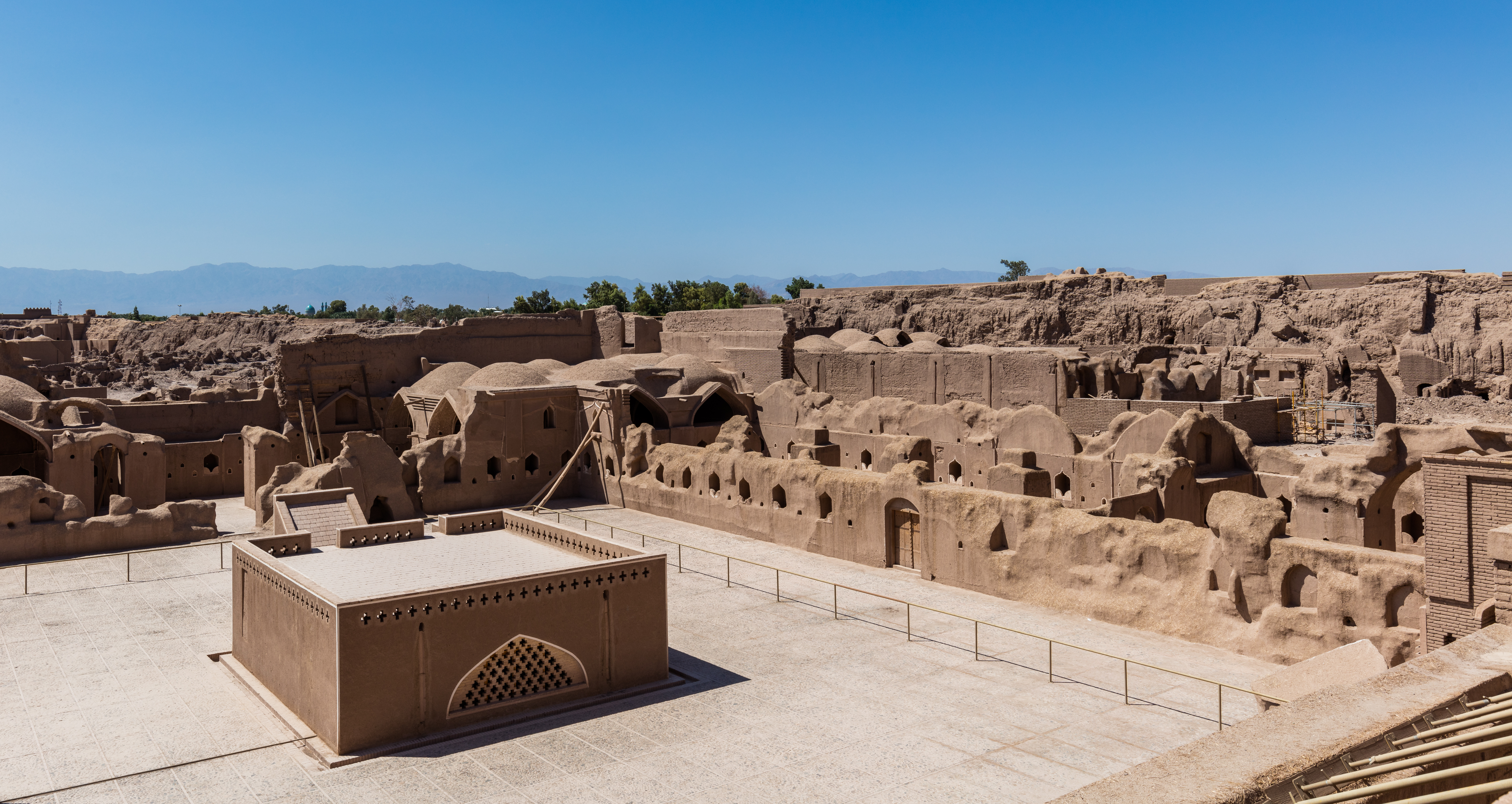
Septembre 2016.
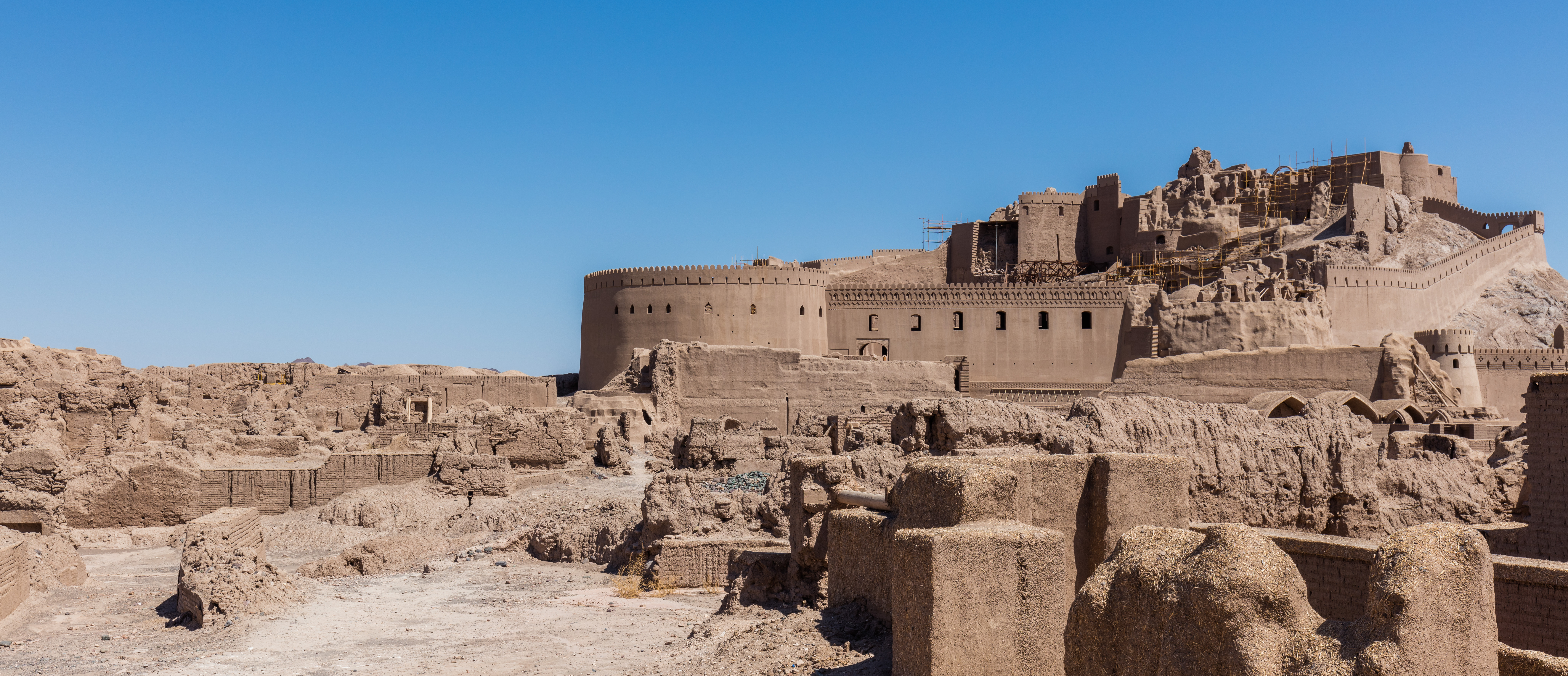
Septembre 2016.

## Sources, notes et références
- Le texte original était une traduction de l’article Bam-Citadelo, écrit à l'origine en esperanto par Asad Mahbub, paru la première fois dans l'Irana Esperantisto (en) no 4, année 2, été 2003, 40 p., p. 5–7. La permission de l'utiliser dans Wikipédia a été accordée. Ses sources étaient :
  - Nimrokhi az Arge Bam (La Citadelle de Bam en un coup d'œil), par Davood Yousofzadeh, Bam : M. Mohammadi-zade, 1998, p. 160

- (en) Cet article est partiellement ou en totalité issu de l’article de Wikipédia en anglais intitulé « Arg-é Bam » (voir la liste des auteurs).